# Vânturel roșu

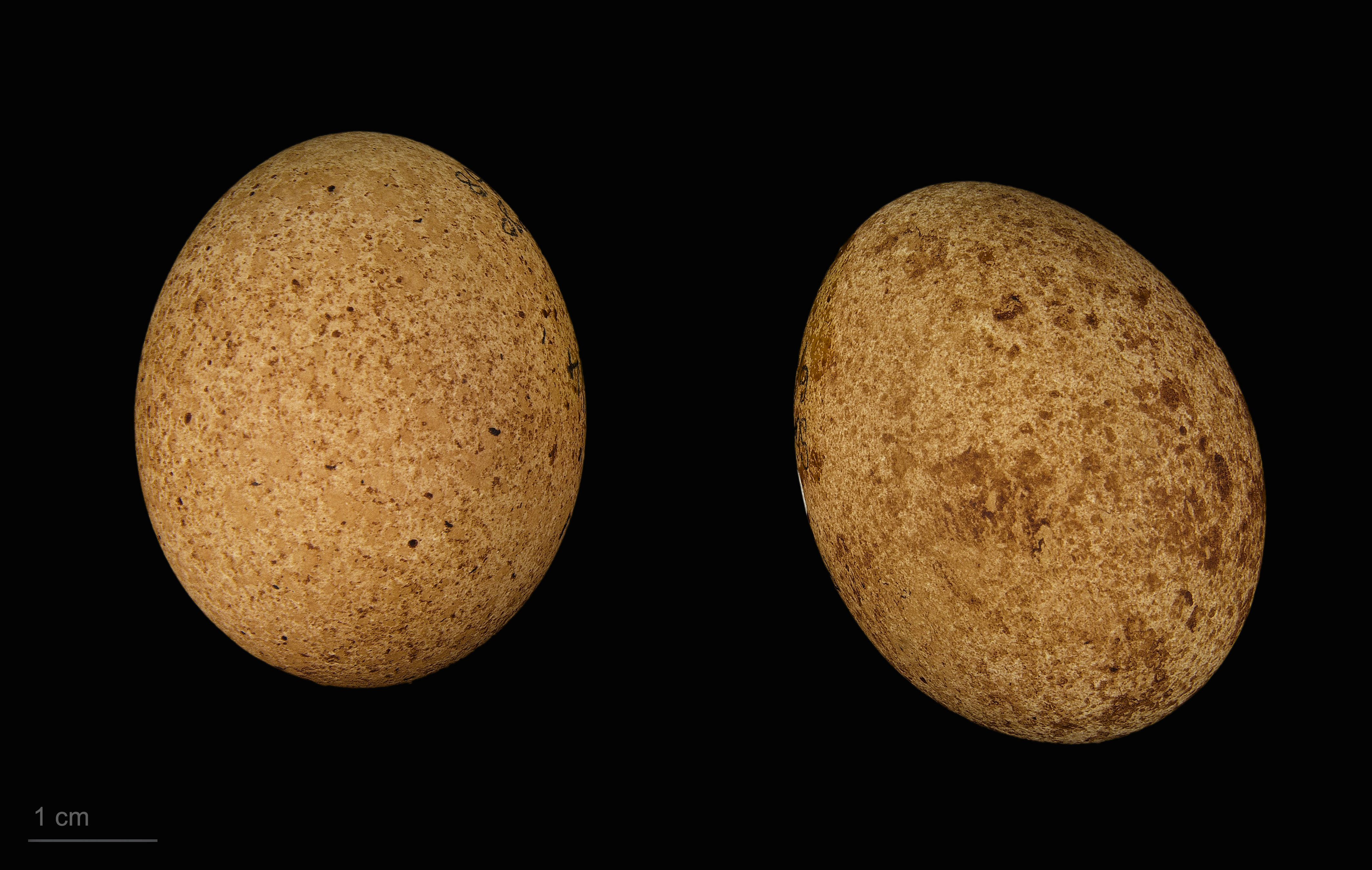
Ouă de Falco tinnunculus alexandri - MHNT

Vânturelul roșu (Falco tinnunculus), cunoscut și ca vânturel, (reg.) marinică, șușugaie, vetrușcă, vinderel, (prin Olt.) șurligaie, este o pasăre răpitoare de zi, specie de șoim, care preferă stâncăriile.
Este o pasăre de pradă, mică, de culoare castanie. Îi este specific zborul staționar, realizat prin bătăi rapide din aripi ("zborul Sfântului Duh"), la circa 7-15 m de sol, timp în care își pândește pradă, lăsându-se apoi brusc asupra ei. Numele de vânturel ("bate vântul") i se trage tocmai de la acest fel de zbor. 
Spre deosebire de cei mai mulți șoimi, la vânturel apare dimorfismul sexual care este mai evident în ceea ce privește coloritul. Masculii au capul și coada cenușii, în timp ce la femelă – capul, coada și spatele sunt maronii cu dungi negre. Lungimea corpului este de 31-37 cm, anvergura de 68-70 cm, iar masa corporală medie de 190 g (masculi) și 220 g (femele).
Se hrănește în principal cu mamifere mici, dar apreciază și păsările mici sau nevertebratele.